# Idiotentest (Film)
Idiotentest ist eine deutsche Tragikomödie von Thomas Nennstiel aus dem Jahr 2012, die im Auftrag des ZDF produziert wurde.

## Handlung
In einer Kölner Fahrschule treffen sich drei charakterlich unterschiedliche Frauen für einen Vorbereitungsseminar zum Idiotentest, denn ihnen allen wurde der Führerschein zeitlich begrenzt ungültig gemacht. Fahrlehrer Marius Bender macht den Kursteilnehmern, zu denen auch noch einige andere gehören, schlimme Vorwürfe, was auf wenig Gegenliebe stößt. Er fordert eine realistische Selbsteinschätzung, absolute Aufrichtigkeit und verantwortliches Verhalten. Nach Benders provokanter Einstiegsrede ist Katja die Erste, die dem Mann die Stirn bietet.
Nach dieser ersten Begegnung machen sich die drei Protagonistinnen in einem Cafe erst einmal richtig miteinander bekannt. Katja, Annette und Isabel beichten sich gegenseitig ihre Lebensgeschichte und haben offensichtlich einen amüsanten Nachmittag miteinander. Sie stellen fest, dass jede für sich massive private Probleme hat: Katja ist geschieden und ihr Exmann verweigert ihr den Unterhalt, weil er nach einer Insolvenz angeblich mittellos ist. Dabei sieht sie ihn in einem teuren Luxuscabrio mit seiner Freundin spazieren fahren. Annette hat ein Alkoholproblem und war immer der Meinung, glücklich verheiratet zu sein, doch nun muss sie feststellen, dass ihr Mann sie offensichtlich belügt. Isabel ist die Schüchternste und Jüngste der drei. Sie hat nur ein geringes Selbstbewusstsein und ist ihrem Freund Lars, mit dem sie zusammen in derselben Firma arbeitet, derart hörig, dass sie gar nicht merkt, wie sie von ihm ausgenutzt wird.
Durch das Seminar lernen die Kursteilnehmer Erik kennen, der auf alle drei einen gewissen Eindruck macht und immer ein offenes Ohr für die Sorgen der anderen hat. Katja nutzt das für ihre Ziele aus und verabredet sich mit ihm in ihrem Lieblingslokal. Erik weiß nicht, dass Katja auch ihren Exmann zu einer angeblichen Aussprache hierher eingeladen hat und Werner nun mit Erik eifersüchtig machen will. Da aber Werner nicht erscheint, sagt sie Erik die Wahrheit, was letztlich dazu führt, dass er sie nach Hause bringt und beinah die Nacht mit ihr verbracht hätte, wäre nicht ein Anruf aus dem Krankenhaus gekommen. Werner hatte einen Unfall und da er nach Katja gefragt hat, hat man sie verständigt. Besorgt mach sie sich auf den Weg, muss jedoch feststellen, dass ihr Exmann wieder einmal übertreibt und alles weniger schlimm ist, als er vorgibt.
Isabel verbringt derweil den Abend mit ihrem Freund Lars. Er hat eine Einladung seines Chefs erhalten und macht sich deshalb Hoffnung, in Kürze befördert zu werden. Doch der Abend wird zum Desaster und beide trennen sich im Streit, da Isabel seit dem Besuch des Seminars an Selbstbewusstsein gewonnen hat. Sie versucht die Geschehnisse des Abends in einer Bar zu vergessen und trifft dort zufällig den Kursleiter Bender, der hier privat ganz nett und freundlich auftritt und sich rührend um die angetrunkene Isabel kümmert. Ehe sie sich versieht, landen beide im Bett. Am nächsten Tag wird sie in der Firma zu ihrem Chef gebeten, der ihr nun mitteilt, dass nicht Lars, sondern sie die Beförderung erhält.
Annette hat sich vom Seminar zurückgezogen, nachdem ihr Mann ausgezogen ist, weil er mit ihrem Alkoholkonsum nicht mehr klar kommt. Das gibt ihr endlich den nötigen Impuls, um mit dem Trinken aufzuhören. Sie versöhnt sich mit ihrem Mann und verspricht, ihm weiter zur Seite zu stehen.
Das MPU-Seminar steht vor dem Abschluss und Kursleiter Bender befragt seine Schützlinge, was sie denn nun gelernt hätten. Dabei stellt er fest, dass die Teilnehmer anscheinend noch immer nicht ihre Grundeinstellung, die für den Führerscheinentzug ursächlich war, geändert haben. Als ihm einer der Kandidaten einen selbstgebackenen Nusskuchen schenkt, ist er zunächst gerührt, erleidet jedoch aufgrund einer Allergie einen Anaphylaktischen Schock. Um ihm das Leben zu retten, fahren ihn Katja, Annette und Isabel ins Krankenhaus, obwohl ihnen noch immer der Führerschein entzogen ist. Stolz auf ihre gute Tat stellen sie sich nun dem MPU-Tester vor. Wider Erwarten bestehen alle drei. Katja trifft zufällig auf Erik und beide stellen fest, dass sie sich in Kürze mal wieder treffen sollten.

## Hintergrund
Idiotentest wurde vom 18. Oktober bis zum 18. November 2011 in Köln und Umgebung gedreht. Für den Film zeichnete die Eyeworks Germany GmbH verantwortlich.
In einer Nebenrolle ist die 2017 verstorbene Schauspielerin Lissy Tempelhof zu sehen.

## Rezeption

### Einschaltquote
Die Erstausstrahlung von Idiotentest am 19. April 2012 wurde in Deutschland von 5,54 Millionen Zuschauern gesehen und erreichte einen Marktanteil von 17,8 Prozent für das ZDF.

### Kritik
Rainer Tittelbach von Tittelbach.tv wertete: „Die Desillusionierte, das Mäuschen und die psychisch Instabile. Drei weibliche Stadtneurotikerinnen auf dem Weg zum Idiotentest – und zu sich selbst. Nach reichlich Cocktails & Prosecco streifen sie das Tal der Tränen … Stefan Rogall hat ein Mädelstrio erfunden, das am Rande des Nervenzusammenbruchs und mit präfinalem Hang zur Tragikomödie dem Alltag ins Antlitz schaut. Eine dialogsichere, gut besetzte Komödie, die auch dramaturgisch stimmt. Millowitsch war seit ‚Nikola‘ nicht mehr so witzig.“
Für die Kritiker der Fernsehzeitschrift TV Spielfilm war Idiotentest „eine tragikomische Geschichte über drei Frauen in der Lebenskrise und den Wert von Freundschaft“, deren „Hauptdarstellerinnen mühelos zwischen Witz und Ernst [wechseln]“. Der Film sei „gar nicht idiotisch, sondern richtig clever“. Sie vergaben dafür ihre bestmögliche Wertung, indem sie mit dem Daumen nach oben zeigten.